# سمك لوتش التيارات الرابية
سمك لوتش التيارات الرابية (hillstream loaches) أو اللوتش النهري ينتمي لفصيلة باليتوريداي (Balitoridae)، الخاصة بالسمك الأوراسي الصغير (أنواع واحدة، Afronemacheilus abyssinicus من إفريقيا). وتنتشر الكثير من هذه الأنواع في أحواض السمك. كما أن هذه الأنواع بها العديد من أوجه الشبه مع سمك الكوبيتيداي (Cobitidae)، وهو الفصيلة الشقيقة لـ "الشبوط"، مثل وجود العديد من البرابل حول فمه. وينبغي ألا يتم الخلط بين هذه الأنواع وبين سمك لوريكا ريدي، والذي يبدو متشابهًا لكنه من فصيلة القرموط.
وتُعد معظم الأنواع أليفة للمياه الجارية، وتعيش في جداول مائية سريعة وصافية وغنية بالأكسجين. وتعيش العديد من الأنواع من فُصَيلة الباليتوريناي (Balitorinae) في الجداول المائية سريعة التدفق أو التيارات الجارية وقد تكيفت زعانفها البطنية كي تصلح لاستخدامها في التشبث بالصخور.
وأحيانًا، ينحصر الباليتوريداي في ما يُعتبر في هذا السياق بـ فصيلة الباليتوريناي، في حين يتم التعامل مع نيماتشيليناي (Nemacheilinae) كفصيلة نيماتشيليداي (Nemacheilidae) مميزة.

## الجنس
تحتوي الفصيلة على أكثر من ستمائة نوع بأكثر من ستين جنسًا:
| فُصَيلة Balitorinae - Annamia - Balitora - Beaufortia - Bhavania - Cryptotora - Dienbienia - Erromyzon - Formosania - Gastromyzon - Glaniopsis - Hemimyzon - Homaloptera - Hypergastromyzon - Jinshaia - Katibasia - Lepturichthys - Liniparhomaloptera - Metahomaloptera - Neogastromyzon - Neohomaloptera - Paraprotomyzon - Parasewellia - Parhomaloptera - Plesiomyzon - Protomyzon - Pseudogastromyzon - Sectoria - Sewellia - Sinogastromyzon - Sinohomaloptera - Travancoria - Vanmanenia | فُصَيلة Nemacheilinae - Aborichthys - Acanthocobitis - Afronemacheilus - Barbatula - Barbucca - Claea - Dzihunia - Ellopostoma - Hedinichthys - Heminoemacheilus - Homatula - Ilamnemacheilus - Indoreonectes - Iskandaria - Lefua - Longischistura - Mesonoemacheilus - Metaschistura - Micronemacheilus - Nemacheilus - Nemachilichthys - Neonoemacheilus - لتش طبريا - Oreonectes - Oxynoemacheilus - Paracobitis - Paranemachilus - Paraschistura - Physoschistura - Protonemacheilus - Pteronemacheilus - Schistura - Seminemacheilus - Sphaerophysa - Sundoreonectes - Triplophysa - Tuberoschistura - Turcinoemacheilus - Vaillantella - Yunnanilus |

## الوصلات الخارجية
- The Aquarium Wiki - Hillstream loach